# Sergej Nikolaevič Lebedev
Sergej Nikolaevič Lebedev (in russo Сергей Николаевич Лебедев?; Jizzax, 9 aprile 1948) è un generale e politico russo, ex funzionario del KGB e segretario esecutivo della Comunità degli Stati Indipendenti.

## Biografia
Lebedev si diplomò nel 1970 a Černihiv, presso una sede distaccata dell'Istituto Politecnico di Kiev. Nel 1978 si laureò con lode all'Accademia Diplomatica del Ministero degli esteri sovietico; parla correntemente inglese e tedesco.
Iniziò la sua carriera, dopo aver servito l'esercito nei primi anni settanta, quando nel 1975 entrò nel KGB. 
Il 20 maggio 2000 è divenuto direttore della Služba Vnešnej Razvedki (SVR), cioè il "Servizio di Intelligence Internazionale" russo. Come riportano alcuni giornalisti, ciò sarebbe avvenuto perché Vladimir Putin voleva un personaggio che conoscesse e con cui fosse in confidenza: infatti i due si conoscevano da quando lavoravano in Germania Est per il KGB.
Il 5 ottobre 2007 è stato eletto presidente della Comunità degli Stati Indipendenti (CSI), andando a sostituire Vladimir Rušailo.